# هارتون‌ویل (نیویورک)
هارتون‌ویل (به انگلیسی: Hortonville) یک منطقهٔ مسکونی در ایالات متحده آمریکا است که در شهرستان سولیوان، نیویورک واقع شده‌است. هارتون‌ویل ۱٬۰۰۰+ نفر جمعیت دارد و ۲۴۵٫۰۶ متر بالاتر از سطح دریا واقع شده‌است.